# Bathyphantes malkini
Bathyphantes malkini är en spindelart som beskrevs av Ivie 1969. Bathyphantes malkini ingår i släktet Bathyphantes och familjen täckvävarspindlar. Inga underarter finns listade.